# Igreja de São João Batista de La Salle
A Igreja de San Giovanni Battista de La Salle é uma igreja em Roma, na região de Torrino, na Via dell'Orsa Minore.
É uma das novas igrejas de Roma: as obras de construção, iniciadas em 2007 com base num projeto dos arquitetos Giuseppe Spina e Alfonso Spina, foram concluídas em 2009; foi consagrada pelo Cardeal Vigário Agostino Vallini em 12 de dezembro de 2009. A igreja abriga uma grande pintura de Mario Caffaro Rore representando São João com as crianças, doada pelos Irmãos das Escolas Cristãs de Turim.
A igreja é a sede da paróquia de mesmo nome, estabelecida pelo Cardeal Camillo Ruini em 1º de outubro de 2000. É também a sede do título cardinalício de San Giovanni Battista de La Salle estabelecido pelo Papa Francisco em 30 de setembro de 2023.
Em 4 de março de 2012 recebeu a visita pastoral do Papa Bento XVI.
Além do padroeiro João Batista de La Salle, o templo abriga as relíquias de outros três santos: João Maria Vianney, Joana Francisca de Chantal e o Papa João XXIII. Além disso, é um dos poucos locais de culto no Lácio  onde ocorre a Adoração Eucarística perpétua.